# Ђакон Богородичине цркве
„Ђакон Богородичине цркве“ је роман српске књижевнице Исидоре Секулић, објављен у загребачкој издавачкој кући Књижара З. и В. Васића 1919. Роман је исприповедан у трећем лицу и у средишту заплета лежи мистичка љубав која се рађа између пијанисткиње Ане Недић и монаха Иринеја док приређују литургијско-музичке концерте у Богородичиној цркви. Анин и Иринејев светоназор се предочава есејистичким пасажима о смислу уметности, стварању, односу етике и естетике, светог и профаног. Иако је ово једини роман Исидоре Секулић, он је дуго био игнорисан. Уз сагласност ауторке био је искључен из корпуса првих издања њених одабраних, а потом и из сабраних дела. Књига је поново штампана тек 1997. да би уследило још неколико нових издања.

## Фабула
Главна јунакиња је млада пијанисткиња Ана Недић. Ана је обузета музиком и у својој страсти тежи чистој уметности, живећи повучено и готово аскетски. Њена главна окупација је приређивање певачких и хорских деоница за недељне литургије у Богородичиној цркви. У службу цркве долази млади монах Иринеј, који је постављен за новог ђакона. Између Ане и Иринеја рађа се чиста мистичка љубав. Ипак, временом између њих почиње да се рађа и телесни аспект љубави, те долази до неочекиваног пољупца. Ана, откивајући телесност, одлучује да се уда за доктора Пашковића јер схвата да је спиритуални аспект љубави не може у потпуности испунити. Након што је ту одлуку саопштила Иринеју, између њих опет долази до пољупца.

## Драмска адаптација
По мотивима овог романа и приповетке Амбиције, дим Исидоре Секулић, настала је драма „Ђакон” Ане Ђорђевић, која је написала текст и режирала представу за Српско народно позориште. Драма је премијерно изведена 13. априла 2013. на сцени „Пера Добриновић“.